# Claudia Norberg

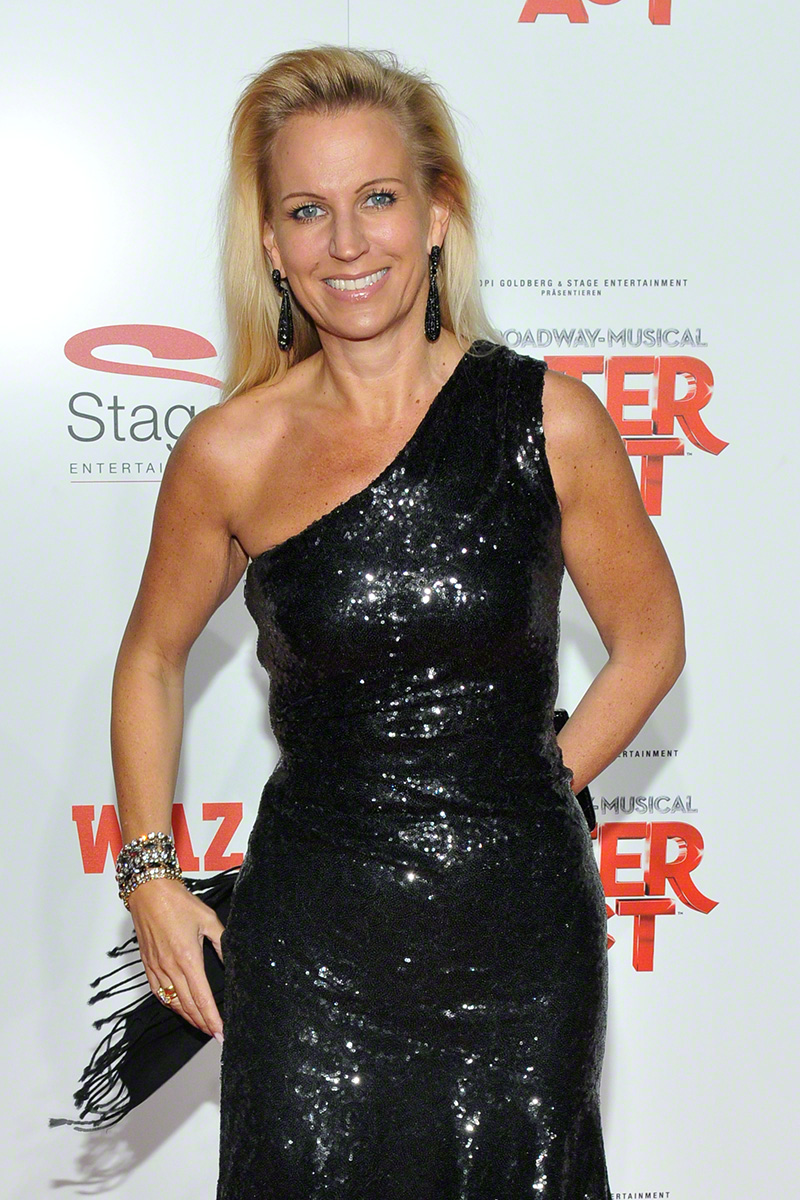
Claudia Norberg (2013)

Claudia Martha Maria Norberg (* 11. November 1970 in Gladbeck), auch unter dem Künstlernamen Claudia Wendler bekannt, ist eine deutsche Reality-TV-Teilnehmerin und Unternehmerin, bekannt geworden als Ehefrau des Schlagersängers Michael Wendler.

## Leben und Karriere
Claudia Norberg wurde als zweites Kind der Eheleute Udo und Waltraud Norberg geboren. Nach ihrem Abitur im Jahr 1990 absolvierte sie eine Ausbildung zur Groß- und Außenhandelskauffrau. Gleichzeitig begann ihre Beziehung zu Michael Wendler, den sie 2009 heiratete und mit dem sie eine Tochter hat. 2018 trennte sich das Ehepaar.
2000 gründete Norberg das Plattenlabel CNI Records, das sie selbst managte und bei dem auch Wendler unter Vertrag war. Im Dezember 2014 musste das Unternehmen Insolvenz anmelden.
Norberg nahm an diversen Fernsehformaten teil, unter anderem an Der Wendler-Clan, Mein Mann kann und Jungen gegen Mädchen.
2016 wanderte die Familie – begleitet vom Fernsehsender VOX – nach Cape Coral in Florida aus. Im Februar 2017 wurde die erste Folge von Goodbye Deutschland! Die Auswanderer ausgestrahlt, weitere Folgen wurden 2017 und 2018 gesendet.
Im April 2019 wurde die Sendung Konny Goes Wild! ausgestrahlt, in der Norberg neben Konny und Manuela Reimann sowie Michael Wendler zu sehen war.
2020 war Norberg Teilnehmerin an der 14. Staffel der RTL-Show Ich bin ein Star – Holt mich hier raus!, bei der sie den siebten Platz belegte. Im selben Jahr war sie in der RTL-II-Datingshow Match! Promis auf Datingkurs zu sehen.